# Oberpfälzer Hammereinigung
Die Oberpfälzer Hammerein(ig)ung war eine 1387 von den Räten der Städte Amberg und Sulzbach zur Erzwingung des Eisenmonopols gegründete Gesellschaft, der zum Gründungszeitpunkt 67 % aller Hammerwerke in der Oberpfalz beigetreten waren.

## Hintergrund
Die baierische Nordgau war im Hochmittelalter und der frühen Neuzeit ein bedeutendes Zentrum des Eisenerzbergbaus (siehe auch Bergbau in der Oberpfalz). Voraussetzung hierfür waren die um die Hahnbacher Kuppel vorfindbaren Kreideerze mit bis zu 52 % Eisengehalt, die Doggererze in der westlichen Oberpfalz mit etwa 20 % Eisengehalt und die Spateisensteinvorkommen bei Tröstau, Wunsiedel, Thiersbach und Arzberg mit einem Eisengehalt um 50 % bei gerösteten Erzen. Hinzu kamen eine Vielzahl von Flussläufen (Naab, Vils, Regen, Pegnitz, Altmühl, Laber) mit einer verlässlichen Niederschlagsmenge zum Betrieb der Hammerwerke sowie der Waldreichtum des Böhmerwaldes, des Oberpfälzer Waldes und des Bayerischen Waldes, aufgrund dessen lange Zeit Holz und Holzkohle geliefert werden konnte.
Anfangs wurden die Blasebälge in den Eisenwerken noch von Hand oder als Trethammer („Fabricae pedales“, Fußwerke) betrieben, dann ging man auf den leistungsfähigeren Antrieb durch Wasserräder über. Trethämmer konnten in der Nähe von Erzgruben, unabhängig von einem Wasserlauf, angelegt werden, was Transportkosten ersparte. In einem Hammerwerk wurde das Roheisen hingegen über ein Wasserrad mittels eines Hammers geschmiedet und in die Handelsform der Schiene gebracht, einem rechteckigen, länglichen Barren. Um eine ständige Versorgung mit Wasser zu ermöglichen, wurden bisweilen auch große Stauseen, Hammerweiher genannt, eingerichtet. Davon ist der Pfrentschweiher in der Nähe des Marktes Eslarn der größte (von 1362 bis 1840 in Betrieb).
Damals wurden von den Städten Amberg und Sulzbach jährlich etwa 10 000 t Eisen erzeugt, von 30 000 t im Gebiet des heutigen Deutschland und 60 000 t in ganz Europa. 1487 waren in der Oberpfalz knapp 12 000 im und für den Bergbau Beschäftigte, davon 730 Bergleute und etwa 1600 Beschäftigte in den Eisenhämmern. Die anderen Beschäftigten lieferten Holz und Kohle, besorgten den Transport, das Handwerk und die Bauarbeiten. Im Jahre 1609 lebten etwa 25 % der gesamten Bevölkerung des Gebiets vom Bergbau und der Eisenverhüttung.
Für die Motive, die zur Gründung der Hammereinung führten, gibt es verschiedene Hypothesen: Franz Michael Ress (1950) stellt die angeordneten Produktionsbeschränkungen in den Vordergrund, während für Dirk Götschmann (1987) die Amberg-Sulzbacher Monopolpläne mit dem Ziel einer Existenz- und Gewinnsicherung der Hammerherren im Vordergrund stehen. Demgegenüber sieht Wolfgang Stromer von Reichenbach (1987) in der Krise der Holz- und damit der Holzkohle-Versorgung die Hauptursache für die Gründung.

## Oberpfälzer Hammereinigung von 1387
Am 7. Januar 1387 wurde die Oberpfälzer Hammervereinigung vom Rat der Bergstädte Amberg und Sulzbach sowie 68 Hammermeistern aus der Oberpfalz und aus Nürnberg gegründet. Vorausgegangen war eine Abmachung zwischen Amberg und Sulzbach von 1341, mit der „Ausleute“ (d. h. Nichtbürger) von der Eisenerzeugung ferngehalten werden sollten und tariflich festgelegte Löhne für die Arbeiter der Hammerwerke geschaffen wurden. In dieser Einigung wurde vereinbart, dass niemand berechtigt sein sollte, Hämmer zu betreiben und Erz aus den Bergwerken dieser Städte zu beziehen, der nicht Bürger dieser beiden Städte war oder die Bürgerschaft erwerben würde. 1387 wurden auch Nürnberger Bürger, die bereits Hammerwerke betrieben, einbezogen.
Die Statuten der Vereinbarung von 1387 können zu fünf Hauptpunkten zusammengefasst werden:
- Maßnahmen zur Reduzierung der zu hohen Kapazität der Eisenindustrie: z. B. Verbot der Errichtung von Neuanlagen, Verbot der Umwandlung eines Blechhammers in einen Schienhammer, Festlegung der jährlichen Arbeitszeit auf 40 Wochen.
- Erzwingung des Erzmonopols und der Monopols der Hüttenindustrie: Alle Schienhämmer außerhalb der Einigung erhalten von den Bergwerken zu Amberg und Sulzbach kein Erz, kein bergbaubetreibendes Mitglied der Einigung darf an „Ausleute“ Erz abgeben, wer die laufenden Erzlieferungen nicht bezahlt, dem werden die Erze gesperrt, Schienhämmer der Einigung dürfen nur an Mitglieder verkauft werden.
- Normierung, Warenzeichen: Von den geschmiedeten Werkschienen müssen 12 auf einem Amberger Zentner (= 61 kg) gehen, vom „Radeisen“ müssen 15 oder 16 auf einen Amberger Zentner gehen, jeder Schienhammer hat auf geschmiedete Erzeugnisse sein Zeichen aufzuschlagen.
- Arbeitsverpflichtung, Löhne, Urlaub und Urlaubsgeld: Die Dienstverpflichtung der Schmied- und Hammerleute muss am 7. Januar jedes Jahres erfolgen, entlaufene Arbeiter dürfen nicht von anderen Hammermeistern beschäftigt werden, zu den jährlich festgelegten Feiern (Weihnachten, Ostern Pfingsten) haben die Hammerleute ihre Arbeit niederzulegen, sie erhalten dafür bezahlten Urlaub, die Entlohnung erfolgt nach einem Jahrlohn oder einem Stücklohn.
- Kontrolle und Strafgewalt: Verstößt ein Mitglied der Einigung gegen einen Artikel, so muss gegen ihn die angedrohte Buße verhängt werden; bestrafen die Städte eine gemeldete Verfehlung nicht, so sind die selbst mit 15 fl zu strafen. Die Städte haben das Recht, sich gegenseitig zu kontrollieren.

Die Urkunde ist mit Hängesigeln der Städte Amberg und Sulzbach und den Sigeln von 64 Hammermeistern versehen, die zusammen über 77 Schienhämmer verfügten. Pfalzgraf Friedrich bestätigte am 24. Januar 1387 die Einigung in Landshut. Der Einigung traten später noch weitere sechs Schienhämmer bei, dies waren der Schienhammer Pleystein (9. März 1387), der Schienhammer Muckenthal (20. April 1387), der Schienhammer Troschelhammer (31. März 1387), der Schienhammer Laaber (22. Oktober 1387), der Schienhammer Floss (28. Juli 1388) und der Schienhammer Idelsbach (15. Januar 1389). Die Einigung umfasste damit 67 % aller Hammerwerke in der Oberpfalz.
In die Einigung waren nur Schmiedhammerwerke aufgenommen worden, eisenverarbeitende Blechhammerwerke sind erst in der Hammereinigung von 1464 vertreten. Die Einigung erfolgte anfangs auf freiwilliger Basis, Mitte des 15. Jahrhunderts wurde dies aber aufgrund landesherrlicher Bestimmungen zur Pflicht. Dieser Vereinigung sicherten die Pfalzgrafen Friedrich, Ruprecht I. und Ruprecht II. die Selbstverwaltung mit eigener Hammer- und Arbeitsgerichtsbarkeit in den Eisenrevieren von Amberg, Sulzbach und Nürnberg zu. Papst Pius II. erlaubte 1460 der Stadt Sulzbach und ihren Hammerherren dringende Sonntagsarbeit im Erzbergbau; auch den Amberger Vilsschifffahrern, die Haupttransportleute für Eisen, wurde die Sonntagsarbeit gestattet. Die Hammervereinigung war das älteste Kartell der deutschen Wirtschaftsgeschichte.
Die oberpfälzische Hammereinigung war bis 1626 in Kraft, im Zuge des Dreißigjährigen Krieges kamen aber 60–70 % aller Werke zum Erliegen. Nach der Übergabe des Landes an Kurfürst Maximilian I. mussten viele der alten und lutherischen Eisenhüttengeschlechter das Land verlassen. Sie wanderten in protestantische Gebiete, wie die Markgrafschaft Bayreuth und das Kurfürstentum Sachsen aus, wo das Eisenhüttenwesen in der Folge einen großen Aufschwung nahm.
Nach dem Ende Dreißigjährigen Krieges wurde die Amberger-Sulzbacher Einigung wieder belebt und deren Bestimmungen in Zehn-Jahres-Abständen angepasst (die Vereinbarung von 1387 umfasste 43, die von 1464 bereits 128 Artikel), ohne aber die frühere Bedeutung zu erreichen.

## Die „gemain Gesellschaft des Bergbaus der Stadt zu Amberg“
Um die ständigen Streitigkeiten zwischen den Amberger Gewerken wegen der gerechten Aufteilung der Kosten für die Entwässerung – Besitzer von Gruben mit schlechter Ausbeute mussten den gleichen Anteil zahlen wie die mit gutem Gewinn – beizulegen, gründete Amberg 1455 eine „Gemeine Bergbau Gesellschaft“, an der sich alle Gewerken zu beteiligen hatten.
Eine Besonderheit des Bergbaus in Sulzbach und Amberg war es, dass die Förderung spätestens seit Mitte des 15. Jahrhunderts nicht mehr kontinuierlich geschah, sondern in Kampagnen, den sog. „Würken“, die vom Stadtrat angeordnet wurden. Ein Würken wurde erst angeordnet, wenn das auf Halde liegende Erz verkauft war. Diese Würken wurden im Abstand von 3 bis 4 Jahren immer im Winter durchgeführt, meist von Martini (11. November) bis Ostern, da dann genug und billige Arbeitskräfte aus der Landwirtschaft bereitstanden. Für ein Würken wurden bis zu 700 Arbeiter benötigt, ein kleiner Teil stammte aus der näheren Umgebung, viele kamen aus anderen Bergrevieren, vor allem aus Böhmen.
Die „gemain“ Gesellschaft löste sich 1465 wieder auf und wurde durch sechs einzelne Gesellschaften ersetzt, wobei jeder drei bis vier Gruben und zwei bis drei noch zu erschließende „Gänge“ zugewiesen wurden, mit einem Gesellschaftskapital von je etwa 1400 Gulden. Die Aufteilung der Gewerkenanteile auf die neuen Gesellschaften wurde per Los bestimmt, die Stadt hielt jeweils etwa 20 %. Die städtische Gemeine Gesellschaft wurde aber von der Stadt wieder eingerichtet. Nach 1611 kam die Gesellschaft völlig zum Erliegen.

## Gesellschaft der Kastner und Plech
Die Gesellschaft der Castner und Plech war eine der nach 1465 gegründeten privaten Gesellschaften für den Betrieb des Eisenbergbaus. Sie hatte vom Landesherrn sogar die Genehmigung für den privaten Bergbau auf Amberger Gebiet erhalten. Nach 1500 kam es zu einer erbitterten Konkurrenz zwischen diesem Privatunternehmen und der städtischen Gemeinen Gesellschaft. Die Stadt bekämpfte die ungeliebte Konkurrenz mit allen Mitteln (Behinderung des Transports auf der Vils, Einkerkerung von Bergmeistern); dennoch war diese private Gesellschaft erfolgreicher als die Stadt. Während die Stadt 1515 den Bergbau sogar vorübergehend einstellen musste, was zu 300 arbeitslosen Bergknappen und 30 000 Gulden Verlust führte, erzielten die Castner & Plech zwischen 1537 und 1542 über 10 000 Gulden Gewinn, zahlten über 10 000 Gulden Löhne aus, wobei die Stadt aus diesem erfolgreichen Geschäft einen Nutzen über 60 000 Gulden gehabt hatte. Das Ende der Castner & Plech kam in der Mitte des 16. Jahrhunderts, Ursache war der Mangel an fähigen Unternehmerpersönlichkeiten.

## Amberger Eisenhandelsgesellschaft
Die „gemain Gesellschaft des Eysenhandels der Stadt Amberg“ war eine Tochtergesellschaft der Bergbaugesellschaft zu Amberg. Ihre „Hauptsumme“ belief sich 1570/71 auf 20 832 rheinische Gulden. Die Ausgaben machten 26 605 Gulden aus, die Einnahmen 27 791 Gulden und der Gewinn betrug demnach 1186 Gulden. Die Bergbaugesellschaft belieferte die Schienhämmer mit Erz und überschrieb die Schuldforderung an die Eisenhandelsgesellschaft. An diese mussten die Hammermeister ihre Schulden in Form von Eisenerzeugnissen zurückzahlen. Bis Jahresende musste diese Schuld ausgeglichen sein, das weiter produzierte Eisen konnte nach Belieben verkauft werden. Am Jahresende überwies die Eisenhandelsgesellschaft ihren Gewinn an die Bergbaugesellschaft.
Die Produktion der Hämmer war im ausgehenden Mittelalter zumeist von Eisenhändlern vorfinanziert. Da Bargeld zu dieser Zeit knapp war, hatte sich das Verlagswesen als eine übliche Wirtschaftsmethode ausgebildet. Dieses System konnte noch wesentlich ausdifferenzierter als in der Oberpfalz sein, wie das Beispiel des Hüttenwesens in der Steiermark zeigt: Hier lieh der Eisenhändler dem Hammermeister Geld und ließ sich dieses durch Eisenprodukte zurückzahlen, zudem wurde ein Teil des Hammerbesitzes verpfändet. Der Hammermeister lieh seinerseits dem Roheisenlieferant (Radmeister) Geld, damit dieser Erz kaufen konnte. Damit war die Kette des Geldverleihs aber noch nicht beendet, denn der Radmeister musste den Grubengewerken Geld vorschießen, damit diese überhaupt Erz fördern konnten. Das verliehene Geld wurde durch Verpfändung gesichert. Wenn diese Kette in Unordnung geriet, weil ein Mitglied seinen Geldverpflichtungen nicht nachkommen konnte, so wurden die Verpfändungen schlagend. Als Ergebnis war es oft der Eisenhändler als der finanzkräftigste Teil, der dann zum Hammerwerksbesitzer oder zum Berggewerken wurde, ohne dass dies immer beabsichtigt war.
Um die Oberpfälzer Hämmer vor Überschuldung zu bewahren, setzte die Ordnung der Hammereinigung einen Höchstbetrag fest, bis zu dem Darlehen gewährt werden durften.
Diese Amberger Eisenhandelsgesellschaft hatte in Amberg, Kelheim und Regensburg je eine Niederlage, wo man das zum Verkauf anstehende Eisen sammelte. Das größte Geschäft wurde mit der freien Reichsstadt Ulm getrieben.